# Rogo di Primavalle
Il rogo di Primavalle è stato un attacco, con finalità di incendio doloso compiuto da alcuni aderenti al movimento della sinistra extraparlamentare Potere Operaio nel quartiere popolare di Primavalle a Roma il 16 aprile 1973. Nell'incendio persero la vita Virgilio e Stefano Mattei rispettivamente di 22 e 8 anni, figli di Mario Mattei, segretario locale del Movimento Sociale Italiano.
Furono condannati a 18 anni di reclusione, per incendio doloso e duplice omicidio colposo, oltre che per uso di esplosivo e materiale incendiario - con pena prescritta - tre esponenti dell'organizzazione Potere Operaio, tra cui Achille Lollo, che solo nel 2005 ammise di avere realizzato, con altri, un attentato dimostrativo con una bomba artigianale non esplosa rivolto a Mario Mattei, ma sostenne sempre di non aver incendiato la casa con la benzina. Le effettive dinamiche dell'atto non sono mai state chiarite.

## Il fatto

Lo stabile di via Bernardo da Bibbiena con visibili i segni dell'incendio; su una finestra un lenzuolo copre il cadavere di Virgilio Mattei.

Nella notte del 16 aprile 1973 tre aderenti di Potere Operaio partono per minacciare Mario Mattei, ex netturbino e segretario del Movimento Sociale Italiano della sezione Giarabub di Primavalle. Alle tre di notte, nel tentativo di dare fuoco alla porta di casa, versarono cinque litri di benzina sotto la porta di ingresso dell'appartamento abitato dalla famiglia composta da Mattei, dalla moglie Anna Maria e dai loro sei figli, al terzo piano delle case popolari di via Bernardo da Bibbiena 33. Quella che doveva essere un'azione intimidatoria si tramuta in una tragedia: dopo aver versato la benzina sulla porta si verifica uno scoppio generato da un innesco artigianale che in pochi minuti fece divampare l'incendio in tutto l'appartamento.

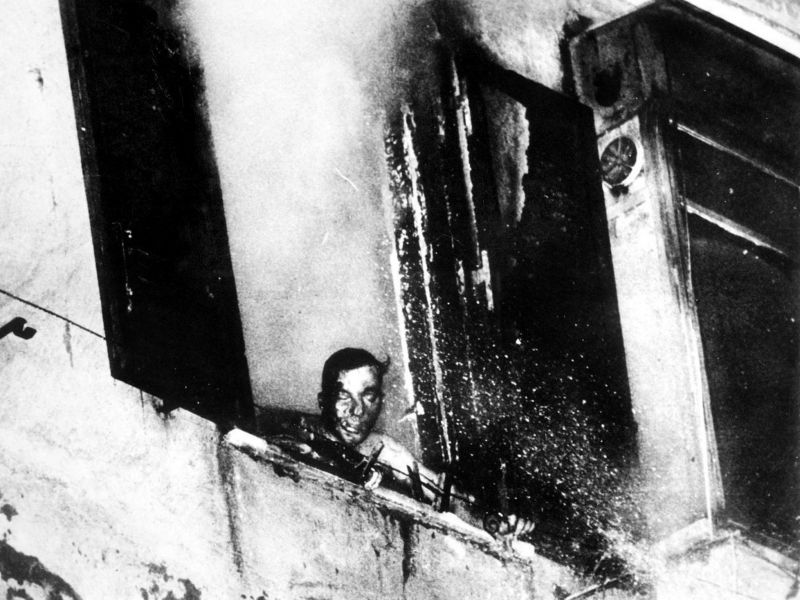
Virgilio Mattei colpito dalle fiamme.

Mario Mattei riuscì a scappare gettandosi dal balcone, la moglie Anna Maria e i due figli più piccoli, Antonella di 9 anni e Giampaolo di soli 3 anni, riuscirono a fuggire dalla porta principale quando il fuoco cominciò a diffondersi. Lucia di 15 anni grazie al padre si calò nel balconcino del secondo piano e da lì si buttò, presa al volo dal Mattei già a terra nonostante le ustioni sul suo corpo. Silvia, 19 anni, si gettò dalla veranda della cucina: batté la testa sulla ringhiera del secondo piano, la schiena sul tubo del gas, fu trattenuta per qualche istante dai fili del bucato e quindi finì sul marciapiede del cortile riportando la frattura di due costole e tre vertebre.
Gli altri due figli, Virgilio di 22 anni, militante missino nel servizio d'ordine del partito ( Volontari Nazionali), e il fratellino Stefano di 8 anni, morirono bruciati vivi non riuscendo a gettarsi dalla finestra per scampare alle fiamme. Il dramma avvenne davanti ad una folla che si era radunata nei pressi dell'abitazione e che assistette alla morte di Virgilio, rimasto appoggiato al davanzale a cercare aiuto, e di Stefano, scivolato all'indietro dopo che il fratello maggiore che lo teneva con sé perse le forze. I corpi carbonizzati vennero trovati dai vigili del fuoco vicino alla finestra stretti in un abbraccio.
(Bruno Vespa nel suo libro Rai, la grande guerra rievoca l'orrendo spettacolo del Rogo di Primavalle)
Gli attentatori lasciarono sul selciato una rivendicazione della loro azione: “Brigata Tanas – guerra di classe – Morte ai fascisti – la sede del MSI – Mattei e Schiavoncino colpiti dalla giustizia proletaria”.

## Le indagini di Potere Operaio
Il vertice di Potere Operaio ebbe subito l'intuizione sullo svolgimento dell'azione. Valerio Morucci in un suo libro ha descritto come il vertice del movimento ebbe conoscenza precisa del fatto. Dapprima furono interrogati i presunti autori, che negarono in maniera non convincente, e perciò lo stesso Morucci venne incaricato di accertare l'effettivo svolgimento dei fatti. In Ritratto di un terrorista da giovane, libro scritto nel 1999 da Morucci (che in seguito entrerà nelle Brigate Rosse), questi descrive un "interrogatorio" che tenne all'epoca pistola alla mano, onde "esortare" uno dei colpevoli a farsi avanti ed ottenendo un'ammissione di responsabilità da parte di Marino Clavo.

## Le indagini della magistratura
Nell'aprile del 1973 le indagini, affidate al sostituto procuratore Domenico Sica, si indirizzarono subito verso piste collegate all'area della sinistra extraparlamentare e, in particolare, verso gli esponenti dell'ala considerata più movimentista di Potere Operaio. Il magistrato ordina una serie di perquisizioni e di interrogatori. Vengono messi sotto la lente d'ingrandimento alcuni militanti appartenenti alla sedicente Brigata Tanas, un piccolo gruppo semiclandestino d'azione, interno alla stessa organizzazione di Potere Operaio.
Il 18 aprile 1973, a fronte degli indizi e riscontri raccolti, vennero spiccati tre mandati di arresto per i presunti responsabili: Achille Lollo, Marino Clavo e Manlio Grillo. Mentre Lollo venne subito catturato quello stesso giorno, gli altri due componenti della Brigata Tanas, Clavo e Grillo, riuscirono a sfuggire all'arresto e si diedero alla latitanza, riparando in Svizzera. Il 7 maggio 1973, a sole tre settimane dall'attentato, l'inchiesta giudiziaria venne chiusa. Il giudice istruttore Amato formalizzò le accuse nei confronti di Achille Lollo (in carcere), Marino Clavo e Manlio Grillo (ancora latitanti) che vennero accusati di strage.

## I tentativi di depistaggio e gli scontri durante le udienze
Fu redatto un opuscolo denominato "Controinchiesta", in cui la responsabilità fu attribuita a una faida interna tra esponenti di destra. Nel libro del "Collettivo Potere Operaio" Primavalle: Incendio a porte chiuse la nota dell'editore sostiene:
Molti gli intellettuali ed i giornali che si schierarono per difendere gli imputati. Tra i più autorevoli quotidiani a prendere queste posizioni ci fu Il Messaggero, il più diffuso quotidiano di Roma, di proprietà dei fratelli Ferdinando e Alessandro Perrone (e diretto da quest'ultimo), rispettivamente padre e zio di Diana Perrone, la militante di Potere Operaio successivamente coinvolta nelle indagini e deceduta il 9 maggio 2013 a Roma, in seguito a lunga malattia. Diana Perrone dapprima fornì un alibi per Lollo, Clavo e Grillo, per poi, dopo forte pressione del padre, ritrattare, sostenendo che lei era solo in compagnia del Gaeta e non degli indiziati. Non è mai stato chiarito se la Perrone fosse o meno al corrente delle intenzioni di Lollo e degli altri partecipanti al rogo.
Franca Rame, allora esponente dell'Organizzazione Soccorso Rosso Militante, in una lettera datata 28 aprile 1973 scrive a Lollo: Ti ho inserito nel Soccorso rosso militante. Riceverai denaro dai compagni, e lettere, così ti sentirai meno solo.
Alla campagna innocentista in favore dei tre indagati contribuirono anche alcuni autorevoli personaggi della sinistra, quali il senatore comunista Umberto Terracini (già presidente dell'Assemblea Costituente e uno dei tre firmatari della Costituzione italiana), il deputato socialista Riccardo Lombardi (già membro anch'egli Assemblea Costituente e capo storico della corrente "autonomista" del suo partito), l'autore e attivista Dario Fo (compagno e poi marito della succitata Franca Rame) e lo scrittore Alberto Moravia.

## I processi

Achille Lollo durante il processo del 1975

### Il primo grado
Il processo di primo grado, presieduto dal magistrato Giovanni Salemi, iniziò il 24 febbraio 1975, a quasi due anni dal rogo con due degli imputati, Manlio Grillo e Marino Clavo, ancora latitanti ed il solo Achille Lollo in stato di detenzione.
Il processo durò più di tre mesi, tra violente manifestazioni dei militanti della sinistra extraparlamentare che all'esterno del tribunale di Roma, durante le udienze, manifestarono chiedendo il proscioglimento per i tre militanti di Potere Operaio. Il 28 febbraio 1975, alla fine della quarta udienza, vi furono scontri tra giovani di destra e di sinistra fuori dal Tribunale, a Piazzale Clodio: lo studente greco Mikis Mantakas, militante del FUAN, venne ucciso a colpi di pistola da estremisti di sinistra a piazza Risorgimento, dove si erano spostati gli scontri, durante l'assalto alla sezione del MSI di via Ottaviano.
La Pubblica Accusa, che aveva rinviato a giudizio Lollo, Grillo e Clavo, chiese la condanna all’ergastolo per strage. Il processo in Corte d'Assise si concluse il 15 giugno 1975 con l'assoluzione per insufficienza di prove degli imputati dalle accuse di incendio doloso e omicidio colposo.

### Il secondo grado
Il processo di secondo grado ebbe inizio nel 1981 e si concluse con una sentenza di annullamento: la Corte d'assise d'appello di Roma annullò invero la sentenza emessa dal collegio di prime cure rilevando come uno dei giudici popolari della corte d'assise non fosse idoneo a svolgere le sue funzioni in quanto affetto da "sindrome neuroastenica di tipo depressivo". Nel 1984, tuttavia, la sentenza emessa in secondo grado venne a sua volta annullata dalla Cassazione, la quale trasmise gli atti ad una diversa sezione della corte d'assise d'appello per l'ulteriore corso del processo.
Nel processo di appello bis, Achille Lollo, Marino Clavo, Manlio Grillo, furono condannati a 18 anni di carcere per incendio doloso, duplice omicidio colposo, uso di esplosivo e materiale incendiario.
Rilasciato in attesa di processo d'appello, Lollo, con l'aiuto economico e strategico dei succitati Dario Fo e Franca Rame, fuggì in un paese del Sud America con il quale riteneva l'Italia non avesse trattati di estradizione, il Brasile, dove invece vi erano, ma in realtà poté restarvi poiché per la legge brasiliana il reato era prescritto a causa del lungo tempo ormai trascorso al momento della domanda di estradizione. Manlio Grillo si rifugiò invece in Nicaragua grazie alla complicità, di cui aveva goduto anche il Lollo, di Oreste Scalzone, mentre Marino Clavo risulta tuttora non rintracciabile.

### La condanna definitiva in Cassazione
La sentenza di condanna emessa in secondo grado fu confermata dalla Cassazione il 13 ottobre 1987: essa passò dunque in giudicato.

### La prescrizione
La pena è stata dichiarata estinta dalla Corte d'assise d'appello di Roma per intervenuta prescrizione, su istanza dell'avvocato Francesco Romeo, difensore di Marino Clavo. In base all'art. 172 c.p., infatti, la pena della reclusione si estingue col decorso del tempo pari al doppio della pena inflitta e, nel caso di concorso di reati, come nel caso di specie, si ha riguardo, per l'estinzione della pena, a ciascuno di essi, anche se le pene sono state inflitte con la medesima sentenza. Poiché la condanna ad anni 18 di reclusione teneva conto di un concorso di reati (8 anni per l'incendio doloso, 3 per ciascuno dei due omicidi colposi e 4 per la detenzione di esplosivo), dovendosi considerare la condanna relativa al reato più grave, quella di 8 anni, il tempo necessario all'estinzione della pena era di 16 anni, scaduti il 12 ottobre 2003.
Il sindaco di Roma, Walter Veltroni, esternò la propria indignazione in ordine all'impunità dei responsabili.

## Tentativi di riapertura del caso
Nel 2005 ci sono state varie interviste che hanno portato a una riapertura dei fascicoli.
- il 10 febbraio il Corriere della Sera pubblicò un'intervista ad Achille Lollo in cui questi ammise la colpevolezza propria e degli altri due condannati insieme a lui, aggiungendo che a partecipare all'attentato furono in sei, i tre condannati più altri tre di cui Lollo fece i nomi: Paolo Gaeta, Diana Perrone (figlia dell'editore Ferdinando) e Elisabetta Lecco. Inoltre ammise di aver ricevuto aiuti dall'organizzazione per fuggire[4]. Achille Lollo, che ha vissuto per anni in Brasile dove si è dichiarato rifugiato politico (status non riconosciuto dalle autorità locali), nel gennaio 2011 è ritornato in Italia.
- il 12 febbraio Oreste Scalzone, a quel tempo dirigente di Potere Operaio, rilasciò sul caso un'intervista a RaiNews24 in cui dichiarò di aver aiutato due colpevoli a fuggire.
- il 13 febbraio Franco Piperno, all'epoca dei fatti Segretario nazionale di Potere Operaio, in un'intervista su la Repubblica confermò anch'egli che il vertice di Potere Operaio fu informato di tutto, seppur solo dopo i fatti.
- Il 17 febbraio anche Manlio Grillo ammise per la prima volta, in un'intervista pubblicata su La Repubblica, la propria responsabilità e che ricevette aiuti dall'organizzazione per fuggire[27].
Nell'ottobre del 2006 affermerà che la cellula terrorista di cui faceva parte era legata alle Brigate Rosse.
- Lanfranco Pace, a quel tempo dirigente di Potere Operaio a Roma, nega ci siano stati mandanti nell'attentato ed afferma che fu un'iniziativa autonoma[28].

## La riapertura: reato di strage
La vicenda è quindi tornata alla ribalta poiché la procura di Roma ha riaperto il caso, avendo assunto nozione di nuovi dettagli (appresi da dichiarazioni degli imputati) che consentirebbero di richiedere la revisione del processo ipotizzandosi ora un reato di strage. Paolo Gaeta, Diana Perrone e Elisabetta Lecco sono stati iscritti dalla procura di Roma nel registro degli indagati per strage, reato per il quale non si applica la prescrizione. Lollo, Clavo e Grillo, già processati, condannati (anche se non per strage) e prescritti, non possono più essere imputati per nessun reato, in riferimento all'attentato di Primavalle.
Nel 2005 la famiglia Mattei ha sporto denuncia indicando quali mandanti dell'attentato Lanfranco Pace, Valerio Morucci e Franco Piperno. Fra le dichiarazioni che questi rilasciarono in quell'anno emergono elementi che fanno sembrare molto probabile che essi sapessero molto e che il depistaggio sia stato voluto.
Tutti gli organizzatori, esecutori e comprimari della strage finora identificati sono a piede libero e taluni svolgono compiti di rilievo nell'informazione pubblica e della pubblicistica (Pace, Morucci, Piperno, Scalzone, Grillo); altri sono tuttora latitanti all'estero; altri non sono rintracciabili (Clavo).

Lollo, confermando quanto detto dalle perizie, ha confessato che fu un attentato dimostrativo finito male, per errore, e lasciando intendere che qualcuno avrebbe fatto scivolare la benzina nell'appartamento, dopo che i militanti di PotOp scapparono dalla scena del crimine con la tanica rimasta inesplosa davanti alla porta:
 Ha altresì ribadito che non era sua volontà uccidere nessuno, ma solo spaventare Mattei danneggiando l'ingresso dell'appartamento.
Nel 2005 venne riaperto ufficialmente il caso, con un procedimento contro Gaeta, Perrone, Lecco (Primavalle-bis), e un'inchiesta contro Pace, Morucci e Piperno (Primavalle-ter). Il processo fu sospeso quando Diana Perrone fu interdetta dal tribunale di Roma, a causa della sua patologia neurologica che l'ha portata al decesso, poiché dichiarata «incapace di stare in giudizio»; questo interruppe anche la causa di risarcimento civile.

### Archiviazione Primavalle-bis
Nel 2011 la procura archivia, dopo un ennesimo tentativo di riapertura, il procedimento Primavalle-bis contro Gaeta, Lecco e Perrone, già chiuso nel 2010 per impossibilità di procedere, a causa dell'assenza di trattati per rogatorie internazionali con il Nicaragua e il Brasile (Lollo rientrò solo nel 2011, dopo la prescrizione e l'archiviazione.)

### Primavalle-ter
Dopo la scomparsa della Perrone nel 2013, il processo avrebbe potuto riprendere per tutti gli altri imputati, ma anche il procedimento Primavalle-ter per reato di strage contro Pace, Morucci e Piperno, come mandanti, è stato sospeso, a causa dell'anomalia giuridica delle precedenti condanne per omicidio colposo e incendio; i reati sono infatti prescritti con la fattispecie indicata, quindi è assai improbabile una riapertura con un'accusa diversa e più grave, anche se per altri presunti complici. Non c'è stato tuttora rinvio a giudizio.

## La commemorazione del 45º anniversario
Durante la commemorazione del 16 aprile 2018, Giampaolo Mattei, fratello di Virgilio e Stefano, accorgendosi che in via Bibbiena è arrivato un gruppetto guidato dall'ex primo cittadino Gianni Alemanno e composto dall'ex NAR Luigi Ciavardini (condannato in via definitiva come esecutore della strage di Bologna) e Guido Zappavigna (già capo tifoso degli ultras della Roma e vicino agli ambienti dell'estrema destra), si dissocia dalla cerimonia e invita gli allievi della Scuola Alberti e del Liceo Vittoria Colonna (lì presenti in quanto aderenti al progetto L'urbe ricorda dedicato alle vittime degli anni di piombo), coinvolti dalla sua associazione, ad allontanarsi dal luogo della cerimonia di deposizione della corona a firma Roma Capitale e Regione Lazio in rifiuto di quella che percepisce come una strumentalizzazione.
Mattei rilascerà poi la seguente dichiarazione: "Un ex sindaco che si presenta con me qui, prima per cinque anni consecutivi (tranne lo scorso anno) e oggi con dei personaggi veramente lontani dal mio modo di fare, è stata la cosa più vergognosa è più bassa che un essere umano potesse fare. Tradire la fiducia, far finta di non capire, buttare la palla dall'altra parte dicendomi: "Non fare polemica, non alzare i toni". Questi sono i signori che sono stati portati al potere e hanno distrutto l'Italia con queste motivazioni". Gli farà replica, nella stessa serata, la sorella Antonella Mattei: "Li ho invitati io, sia Zappavigna, che fu sempre vicino alla nostra famiglia, sia Ciavardini con la moglie. Io e mio fratello non la pensiamo allo stesso modo, ognuno ha la sua associazione".